# Трамвай Ель-Пасо
Трамвай Ель-Пасо (англ. El Paso Streetcar) — трамвайна мережа в місті Ель-Пасо, штат Техас, США.

## Історія
Перші трамваї на кінній тязі з'явилися в місті у 1882 році. Перший електричний трамвай почав курсувати вулицями міста у січні 1902 року. Пік розвитку мережі припав на кінець 1910-х років коли довжина електрифікованих ліній сягала 103 км. Занепад системи почався у 1940-х роках, останній трамвай проїхав вулицями міста 4 вересня 1974 року.

## Повернення трамвая
Влітку 2012 року міська рада оголосила про намір повернути трамвай на вулиці міста, остаточно затвердили проект у липні 2014 року. Будівельні роботи розпочалися наприкінці грудня 2015 року, які тривали до березня 2018 року, а вже на початку квітня почалася обкатка лінії. Сучасна лінія побудована у вигляді двох одноколійних петель у центрі міста. Офіційно лінія відкрилася у п'ятницю 9 листопада 2018 року, але трамваї зупинялися лише на декількох зупинках, всі 27 зупинок запрацювали 12 листопада того ж року. Вартість проїзду складає 1,5 долара, до 6 січня 2019 року щоп'ятниці та вихідним дням трамвай працював безкоштовно. Будівництво коштувало близько 97 млн доларів.

### Рухомий склад
Мережу обслуговують відреставровані історичні трамваї PCC що курсували містом у 1960-х роках. На околицях Ель-Пасо з моменту закриття мережі зберігалося 8 трамвайних вагонів побудованих у 1937 році, з яких вдалося відновити 6 одиниць. Реставраційні роботи розпочалися на початку 2015 року, перший відреставрований трамвай надійшов до міста у березні 2018 року, до кінця жовтня надійшло ще 4 вагони, останній трамвай надійшов 19 грудня того ж року. Після проведеної реконструкції трамваї стали повністю відповідати сучасним вимогам; були встановлені спеціальні пристрої для підйому інвалідних візків та встановлені кондиціонери.

### Режим роботи
Трамваї курсують з понеділка по четвер з 7:00 до 19:00, у п'ятницю з 7:00 до 1:00, у суботу з 9:00 до 1:00, у неділю та державні свята з 9:00 до 17:00.